# Fritz Werf
Fritz Werf (Pseudonym: Bournic; * 24. Oktober 1934 in Andernach; † 13. Juli 2021 ebenda) war ein deutscher Schriftsteller.

## Leben
Fritz Werf besuchte die Schule in Andernach und studierte nach dem Abitur von 1955 bis 1960 Germanistik, Romanistik und Pädagogik an Universitäten in Bonn, Paris und Köln. Anschließend war er bis 1989 hauptberuflich als Realschullehrer tätig. Daneben verfasste er literarische Texte und war zeitweise Geschäftsführer der Künstlergruppe Das Atelier. Von 1966 bis 2017 leitete er den Atelier Verlag Andernach.
Fritz Werf war Verfasser von Prosatexten, Gedichten und Hörspielen; außerdem übersetzte er literarische Texte aus dem Französischen. Werf war Mitglied des Verbandes Deutscher Schriftsteller. Er erhielt 1961 ein Reisestipendium des Auswärtigen Amtes und 1970 einen Förderpreis des Südwestfunks.

## Werke
- Gegenlicht. Andernach 1966.
- Nur eine Wolke am blauen Himmel der Freiheit. Andernach 1977.
- Kopfherz. Andernach 1982.
- mit Jürgen Jaensch: Kohl schießt ins Kraut. Andernach 1984. (unter dem Namen Bournic)
- mit Rolf Sackenheim: Aufgetaute Lichtspur. Andernach 1989.
- Neue Deutschlandlieder. Geldern 1989.
- Die Erbschaft. Koblenz 1997.
- mit Georg Ahrens: Ohne Widerruf. Andernach 1997.
- Seestücke. Andernach 2000.
- Kopfalbum. Weilerswist 2005.
- Augengunst. Andernach 2006.
- Lichtschwemme. Andernach 2009.
- Herzherbst. Andernach 2013.
- Die Gewölbte Zeit. Andernach 2014.
- Unheiliger Zorn. Weilerswist 2017.

## Herausgeberschaft
- Poesie der Bretagne. Andernach 1992.

## Übersetzungen
- Gilles Baudry: Das andere Licht. Himmerod 1992.
- Pierre Garnier: Die andere Zeit. Andernach 1993.
- Pierre Garnier: Botschaften der Sonne. Weilerswist 2007.
- Pierre Garnier: Die Erde ist ein denkender Kopf. Weilerswist.
  - 1. Zwischen dem Sein und seiner Sehnsucht. 1997.
  - 2. Sternbild Ilse. 1997.
  - 3. An den Abhängen des Todes. 1997.
- Pierre Garnier: Erträumtes Leben. Andernach 2009.
- Pierre Garnier: Expansion. Andernach 1968.
- Pierre Garnier: Marseille. Weilerswist 1994.
- Pierre Garnier: Picardie. Bamberg 1992.
- Alain Jégou: Abtrift. Andernach 1996.
- Alain Jégou: Flüchtige Schatten. Andernach 2003.
- Gérard Le Gouic: Aphorismen. Andernach 1994.
- Gérard Le Gouic: Insel und Salz. Andernach 1991.
- Gérard Le Gouic: Steine. Andernach 1990.